# Équeurdreville
Pour un article plus général, voir Équeurdreville-Hainneville.
Équeurdreville est une ancienne commune française du département de la Manche. La commune fusionne en 1965 avec Hainneville pour former la nouvelle commune de Équeurdreville-Hainneville (décret du 10 septembre 1964).

## Histoire
En 1834, Équeurdreville compte 1809 habitants répartis dans 24 villages ou hameaux . On y recense alors six fermes principales.
Dans les années soixante, Équeurdreville, confrontée à une croissance démographique forte, est à la recherche de terrains. Elle se tourne alors, via le maire de l'époque Joseph Bocher, vers Hainneville et son maire, René Lecanu, et propose un projet de fusion. Après de vives discussions, il est finalement adopté par le conseil municipal d'Hainneville et finalisé le 10 septembre 1964 par arrêté préfectoral. Le 1er janvier 1965, Équeurdreville et Hainneville fusionnent, devenant une commune d'environ 12 000 habitants.

## Toponyme
De « Eschedreville » (1175), puis « Esquiendreville », « Esquedreville », « Esqueurdreville », l’orthographe devint « Equeurdreville » en 1717.

## Démographie
| 1793  | 1800  | 1806  | 1821  | 1831  | 1836  | 1841  |
| ----- | ----- | ----- | ----- | ----- | ----- | ----- |
| 1 082 | 1 096 | 1 161 | 1 204 | 1 609 | 1 890 | 2 171 |

| 1846  | 1851  | 1856  | 1861  | 1866  | 1872  | 1876  |
| ----- | ----- | ----- | ----- | ----- | ----- | ----- |
| 2 623 | 3 622 | 4 304 | 4 968 | 4 754 | 4 429 | 4 358 |

| 1881  | 1886  | 1891  | 1896  | 1901  | 1906  | 1911  |
| ----- | ----- | ----- | ----- | ----- | ----- | ----- |
| 4 872 | 5 035 | 5 421 | 5 765 | 6 280 | 6 945 | 7 517 |

| 1921  | 1926  | 1931  | 1936  | 1946  | 1954  | 1962  |
| ----- | ----- | ----- | ----- | ----- | ----- | ----- |
| 7 604 | 7 381 | 7 658 | 8 058 | 8 318 | 8 615 | 9 624 |

### Liste des maires
| Période | Période      | Identité                 | Étiquette | Qualité           |
| --- | ------------ | ------------------------ | --------- | ----------------- |
| 1792 | 1794         | Jean Roumy               |           |                   |
| 1794 | 1795         | Jean Baptiste Lepigoché  |           |                   |
| 1795 | 1797         | Jean Roumy               |           |                   |
| ..1798 | 1798..       | Victor Roumy             |           |                   |
| 1800 | 1815         | Jean Baptiste Aubin      |           |                   |
| 1815 | 1816         | J. Gigault de Bellefonds |           |                   |
| 1816 | 1826         | Antoine Renault          |           |                   |
| 1826 | 1826         | Adrien Postel            |           |                   |
| 1826 | 1828         | Jean Baptiste Aubin      |           |                   |
| 1828 | 1831         | J. B. Roumy des Vindis   |           |                   |
| 1831 | 1835         | François Mignot          |           |                   |
| 1835 | 1835         | Toussaint Levallois      |           |                   |
| 1835 | 1840         | Jean Le Haguée           |           |                   |
| 1840 | 1844         | François Mignot          |           |                   |
| 1848 | 1848         | Louis Vignot             |           |                   |
| 1848 | 1852         | Georges Louis Bertrand   |           | avocat            |
| 1852 | 22 mars 1856 | Joseph Murat             |           |                   |
| 1856 | 1862         | Henry Duchevreuil        |           |                   |
| 1862 | 1864         | Isidore Travers          |           |                   |
| 1864 | 1867         | Jean-Baptiste Lesage     |           |                   |
| 1867 | 1871         | Polydor Hennequin        |           |                   |
| 1871 | 1874         | François Lepigeon        |           | Agriculteur       |
| 1874 | 1874         | Polydor Hennequin        |           |                   |
| 1874 | 1878         | René Mirguet             |           |                   |
| 1878 | 1878         | Jean-Pierre Receveur     |           |                   |
| 1878 | 1887         | Pierre Bouin             |           |                   |
| 1888 | 1899         | Jacques Dumoncel         |           |                   |
| 1899 | 1905         | Victor Michaud           |           |                   |
| 1905 | 1908         | Louis Chamonin           |           |                   |
| 1908 | 1959         | Hippolyte Mars           | SFIO-PS   | Ouvrier           |
| 1959 | 1964         | Joseph Bocher            | PS        | Marin de commerce |
| Une partie des données est issue de liste établie par Jean Pouëssel et l'association du patrimoine hainnevillais issue de l'ouvrage "601 communes et lieux de vie de la Manche" |              |                          |           |                   |

## Lieux et monuments
- L'église Notre-Dame d'Assomption dont le premier édifice daterait du XIe siècle. Cependant, la construction de la rade et du port de Cherbourg vers 1850 créent une augmentation massive de la population à Équeurdreville, imposant la construction d'une nouvelle église. Le curé de la paroisse, Lechevallier, ainsi que l'abbé Godefroy du couvent de la Bucaille, élaborent les plans du nouvel édifice. D'un style néogothique, il est particulièrement sobre du fait des faibles ressources. La flèche du clocher notamment ne sera jamais construite. Il possède plusieurs épitaphes en pierre calcaire, dont la plus ancienne date de 1572, ainsi qu'un grand crucifix de bois polychromes et des fonts baptismaux en marbres du XIXe siècle[7].
- Le monument aux morts fait partie des monuments aux morts pacifistes. Sculpté par Émilie Rolez à la demande du maire d'alors, Hippolyte Mars[8], il représente la douleur et la souffrance d'une veuve de guerre et de ses deux enfants, orphelins. Le socle porte l'inscription : « Que maudite soit la guerre ».
- Le vélodrome Jean-Jaurès.
- La piscine bâtie par l'architecte Jacques Rougerie dont les lignes s'intègrent aux digues de la rade[9].
- Le site de lancement des bombes volantes V1 à Brécourt.